# I pericoli dei travestimenti
I pericoli dei travestimenti è un film muto italiano del 1914 diretto e interpretato da Émile Vardannes.